# Angiporto
L'angiporto (dal latino angipòrtus, composto di angus, "angusto" dal greco àngcho, "stringo", e dal latino portus, "passaggio") è un particolare vicolo, prettamente riscontrabile nei centri storici medioevali.
Caratteristica dell'angiporto è la forma di galleria, in quanto questo particolare tipo di vicolo attraversa due o più fabbricati in muratura vicini per mettere in comunicazione due strade.